# Ignacy Harde
Ignacy Harde (ur. 1 lutego 1847 w Łodzi, zm. 27 października 1940 w Inowłodzu) – porucznik, weteran powstania styczniowego. Pochodził z rodziny ziemiańskiej z Woli Miłkowskiej.

## Życiorys

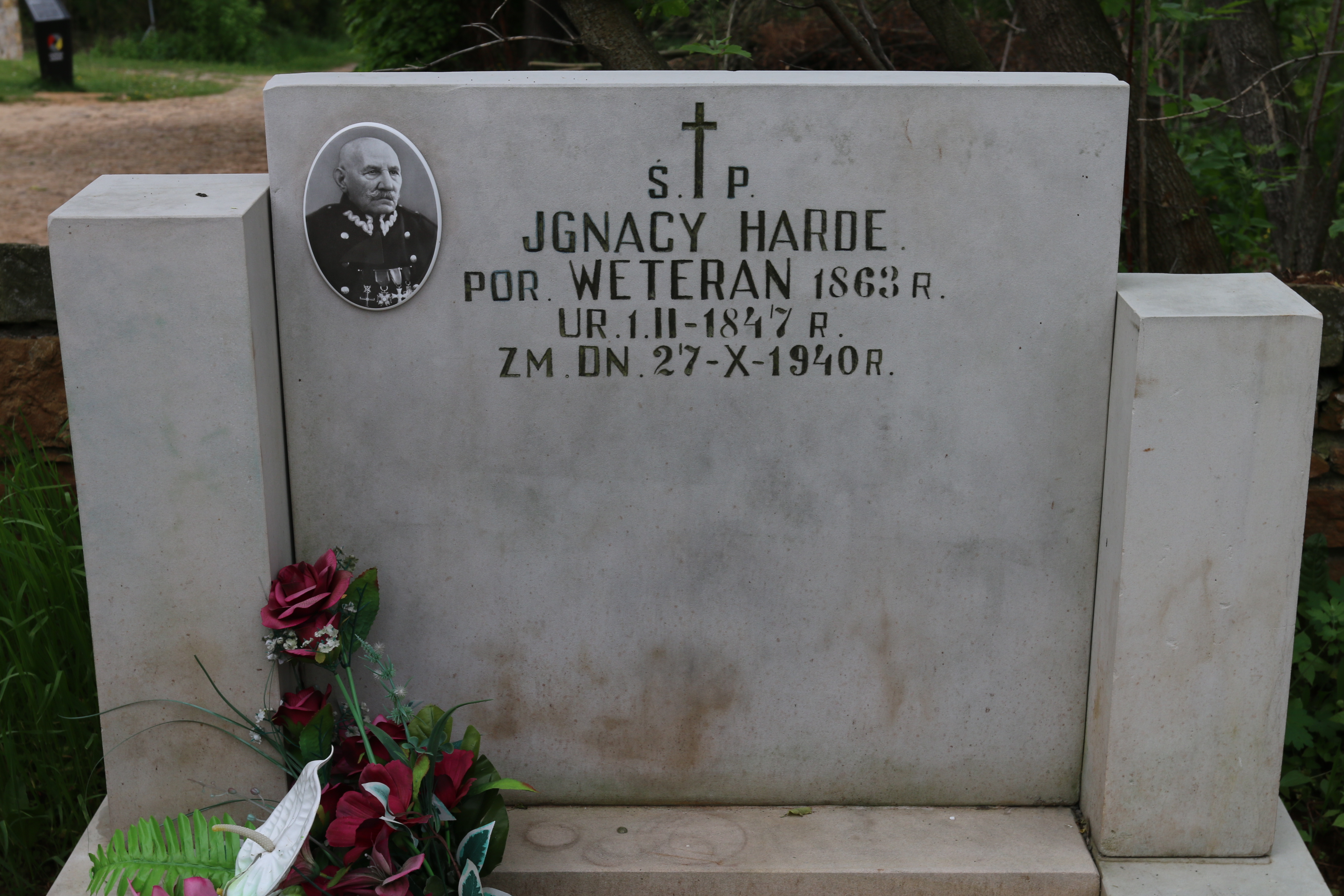
Grób Ignacego Harde w Inowłodzu

Urodził się 1 lutego 1847. Udział w powstaniu rozpoczął od wstąpienia do tzw. partii Skowrońskiego, która organizowała się w Łodzi. W oddziale walczył w bitwie pod Dobrą (24 lutego 1863). Na przełomie lutego i marca został przyjęty do oddziału kawalerii Edmunda Taczanowskiego.
W czasie powstania brał udział we wszystkich bitwach i potyczkach oddziału Taczanowskiego. Był czterokrotnie ranny, w tym pierwszy raz w rękę, w czasie bitwy pod Ignacewem. Po upadku powstania wyemigrował do Poznania. Po trzech miesiącach, po ogłoszeniu amnestii, powrócił do Łodzi. Ożenił się z Emilią Wapińską, z którą miał czwórkę dzieci. Rodzina Harde zajmowała się produkcją mebli, w Łodzi mieli trzy fabryki. 
Po odzyskaniu przez Polskę niepodległości (1918) w okresie II Rzeczypospolitej został awansowany do stopnia podporucznika weterana Wojska Polskiego. Przed wybuchem II wojny światowej przeniósł się do swojego majątku pod Inowłodzem, gdzie zastała go okupacja niemiecka. W jego domu schronienie znajdowali żołnierze z oddziału Henryka Dobrzańskiego.
Zmarł w Inowłodzu w 1940 po kilku miesiącach choroby spowodowanej upadkiem z konia. Został pochowany na cmentarzu w Inowłodzu.
W 1930 został odznaczony Krzyżem Niepodległości z Mieczami.